# Carlos Enciso
Carlos Fernando Enciso Christiansen (Montevideo, 23 de agosto de 1967) es un político uruguayo perteneciente al Partido Nacional. Ocupó el cargo de Intendente del Departamento de Florida entre julio de 2010 y julio de 2019. También se desempeñó como diputado de la República entre 2005 y 2010. Desde el 26 de mayo de 2020 hasta el 27 de enero de 2025 ocupó el cargo de embajador de Uruguay en Argentina.

## Formación
Cursó sus estudios primarios y secundarios en el Colegio Sagrado Corazón (ex Seminario) de Montevideo, en el colegio San Javier (Tacuarembó) y el liceo N° 1 de Tacuarembó. Realizó hasta tercer año de la Licenciatura en Relaciones Internacionales, en la Universidad de la República.

## Carrera política
Entre 1985 y 1990 fue asesor en políticas de la juventud del diputado por el departamento de Florida, Carlos Fresia. Entre 1987 y 1990 fue funcionario de la redacción del semanario "La Democracia". Entre 1990 y 1999 fue asesor en políticas de juventud del Ministerio de Educación y Cultura. De 1999 a 2000 fue asesor de los directores de la Administración Nacional de Telecomunicaciones (ANTEL), Andrés Arocena y Daniel Costa. Entre 2000 y 2005 fue director del departamento de Relaciones Públicas, Prensa y Turismo y Secretario General alterno de la Intendencia Municipal de Florida, además de secretario privado del intendente Andrés Arocena. En 2004 fue elegido como representante nacional por el departamento de Florida para el período 2005-2010. En 2009 fue reelecto como diputado por Florida.
En las elecciones departamentales y municipales de mayo de 2010 fue elegido como Intendente de Florida. El Partido Nacional obtuvo 21.168 votos frente a 20.916 del Frente Amplio. Si bien individualmente el candidato a intendente más votado fue el frenteamplista Juan Francisco Giachetto, con 18.349 votos, Enciso, que obtuvo 15.488 votos, ganó con el aporte de los otros dos candidatos nacionalistas, Germán Fierro (2.974 votos) y Hermógenes Fernández (2.602 votos). Actualmente es el primer y único Intendente en lograr la reelección ganando con más del 60% de los votos del departamento